# Zeitung für Land- und Forstwirthschaft
Die Zeitung für Land- und Forstwirthschaft erschien mit dem Zusatz „Organ für das gesamte Vermessungswesen, agrarische Operationen und Volkswirthschaft überhaupt“ von 1900 bis 1904. Die in Wien herausgegebene Zeitung erschien zweimal im Monat im Format 2°.

## Geschichte
Im Jahr 1877 wurde bereits die „Zeitung für Landwirthschaft, Assecuranz, Bank- und Verkehrswesen. Fachorgan für Commassation, Meliorationen etc.etc.“ gegründet, die ab Jänner 1879 dreimal monatlich erschienen ist und 1886 seine Fortsetzung in der „Zeitung für Landwirtschaft. Fachorgan für agrarische Operationen …“ seine Fortsetzung fand. Diese erschien im Format 4° von 1887 bis 1900. Ab der 2. Ausgabe des 1901 übernahm die „Zeitung für Land- und Forstwirthschaft“ die Zählung des Vorgängermagazins als Parallelzählung.